# Lago Arancio
Lago Arancio – zbiornik retencyjny we Włoszech, w zachodniej Sycylii, na terenie Prowincji Agrigento. Znajduje się na obszarze gór Sicani. Powierzchnia jeziora wynosi 3,7 km², głębokość maksymalna 40  m, powierzchnia zlewni ok. 136 km², a objętość ok. 34,8 milionów m³.